# Mertasjärvi (Jukkasjärvi socken, Lappland, 752729-170969)
Mertasjärvi är en sjö i Kiruna kommun i Lappland och ingår i Torneälvens huvudavrinningsområde. Sjön har en area på 0,104 kvadratkilometer och ligger 388 meter över havet.

## Delavrinningsområde
Mertasjärvi ingår i det delavrinningsområde (752641-171685) som SMHI kallar för Mynnar i Torneälvens vattendragsyta. Medelhöjden är 374 meter över havet och ytan är 53,13 kvadratkilometer. Det finns inga avrinningsområden uppströms utan avrinningsområdet är högsta punkten. Pounujoki som avvattnar avrinningsområdet har biflödesordning 2, vilket innebär att vattnet flödar genom totalt 2 vattendrag innan det når havet efter 347 kilometer. Avrinningsområdet består mestadels av skog (71 procent) och sankmarker (26 procent). Avrinningsområdet har 0,61 kvadratkilometer vattenytor vilket ger det en sjöprocent på 1,1 procent.